# Semir Hadžibulić
Semir Hadžibulić (Novi Pazar, 16 agosto 1986) è un ex calciatore serbo, di ruolo centrocampista, vice allenatore del Novi Pazar.

## Palmarès

### Club

#### Competizioni nazionali
- Supercoppa d'Albania: 1

Besa Kavajë: 2010